# Kurt Regling
Kurt Ludwig Regling (Berlino, 8 novembre 1897 – Berlino, 10 agosto 1935) è stato un numismatico tedesco, specializzato in numismatica antica.

## Biografia
Kurt Regling frequentò a Berlino, dal 1886 al 1895, il Friedrich-Wilhelms-Gymnasium. Dal 1895 al 1899 studiò alla Berliner Universität grazie a una borsa di studio intitolata a Friedrich Imhoof-Blumer.  Nel 1899 ottenne il Ph.D. con il testo De belli Parthici Crassiani fontibus. Dal 1899 fu al Münzkabinett di Berlino come volontario, dal 1899 come collaboratore scientifico, dal 1902 come assistente della direzione, dal 1919 come custode. Nel 1921 divenne direttore della collezione, ruolo che mantenne fino alla morte. Regling ottenne l'abilitazione all'Università di Berlino nel 1907. Da allora insegnò, come Privatdozent, numismatica all'Università di Berlino e dal 1921 come professore onorario.
Il campo principale di ricerca di Regling fu la numismatica antica e in seguito si interessò dell'arte delle medaglie rinascimentali. Regling studiò le monete prima di tutto in quanto opere d'arte.
Fu anche collaboratore del progetto accademico Griechisches Münzwerk della Preußische Akademie der Wissenschaften, dove, assieme a Behrendt Pick, pubblicò il volume Dacien und Moesien.
Gli fu assegnata nel 1929 la Archer M. Huntington Medal e nel 1933 la Medaglia della Royal Numismatic Society. In suo onore è stata istituita la Kurt-Regling-Medaille.

## Pubblicazioni (selezione)
- Die griechischen Münzen der Sammlung Warren. Reimer, Berlino 1906.
- Terina (Programm zum Winckelmannsfeste der Archäologischen Gesellschaft zu Berlin, Band 66). Reimer, Berlino 1906, Digitalisat.
- Die antiken Münzen Nordgriechenlands. Reimer, Berlin 1910.
- con Hermann Reich (a cura di), Festschrift zu C. F. Lehmann-Haupts sechzigstem Geburtstage. Braumüller, Vienna u. a. 1921.
- Die antike Münze als Kunstwerk. Schoetz & Parrhysius, Berlin 1924.
- Die Münzen von Priene. Schoetz, Berlin 1927.
- Der griechische Goldschatz von Prinkipo. Museum der Altertümer zu Istanbul. Weidmann, Berlino 1931.